# 亞當斯城 (科羅拉多州)
亞當斯城（英語：Adams City）是位於美國科羅拉多州亞當斯縣的一個非建制地區。該地的面積和人口皆未知。

## 地理
亞當斯城的座標為39°49′36″N 104°55′44″W / 39.82667°N 104.92889°W，而該地的平均海拔高度為1565米（即5135英尺）。